# ドルチェー
ドルチェー（伊: Dolcé）は、イタリア共和国ヴェネト州ヴェローナ県にある、人口約2,500人の基礎自治体（コムーネ）。

## 地理

### 位置・広がり

#### 隣接コムーネ
隣接するコムーネは以下の通り。括弧内のTNはトレント自治県（トレンティーノ＝アルト・アディジェ州）所属を示す。
- アーヴィオ (TN)
- ブレンティーノ・ベッルーノ
- フマーネ
- リーヴォリ・ヴェロネーゼ
- サンタンブロージョ・ディ・ヴァルポリチェッラ
- サンタンナ・ダルファエード

### 気候分類・地震分類
気候分類では、zona E, 2484 GGに分類される。
また、イタリアの地震リスク階級 (it) では、zona 2 (sismicità media) に分類される。

## 行政

### 分離集落
ドルチェーには、以下の分離集落（フラツィオーネ）がある。
- Ceraino, Ossenigo, Peri, Volargne

## 姉妹都市
- Undenheim、ドイツ 1996年